# Gohar Gasparyan
Gohar Gasparyan (armenisch Գոհար Գասպարյան; * 14. Dezember 1924 in Kairo; † 16. Mai 2007 in Jerewan), auch bekannt als „Armenische Nachtigall“, war eine armenische Opernsängerin.

## Leben
Gohar wurde in einer armenischen Familie in Kairo geboren und studierte an der dortigen Musikakademie. 1948 emigrierte sie in die Armenische Sozialistische Sowjetrepublik zusammen mit tausenden anderen Armeniern des Nahen Ostens.
Gasparyan trat während ihrer langen Karriere am Opern- und Ballett-Theater Jerewan in 23 Opern und auf Konzerten auf. 1951 übernahm sie die Sopranstimme in Haro Stepanjans A Heroine in Jerewan. Diese Oper gewann einen Stalinpreis.
Sie unterrichtete darüber hinaus am Staatlichen Konservatorium Jerewan.
Sie war Mitglied des Obersten Sowjets der Armenischen SSR der fünften Einberufung. Während der siebten und achten Einberufung war sie Mitglied des Obersten Sowjets der UdSSR.
Gasparyan war Trägerin der Auszeichnung Volkskünstler der UdSSR, Held der sozialistischen Arbeit sowie Trägerin des Ordens des Heiligen Mesrop Maschtoz. 1984 wurde ihr die Ehrenbürgerschaft der Stadt Jerewan verliehen.
Gohar Gasparyan starb in Jerewan und liegt am Komitas Pantheon begraben.